# Berlanga
Berlanga é um município da Espanha na comarca de Campiña Sur, província de Badajoz, comunidade autónoma da Estremadura, de área 127,8 km². Em 2021 tinha 2 306 habitantes (densidade: 18 hab./km²).

## Demografia
| Variação demográfica do município entre 1991 e 2004 [carece de fontes?] | Variação demográfica do município entre 1991 e 2004 [carece de fontes?] | Variação demográfica do município entre 1991 e 2004 [carece de fontes?] | Variação demográfica do município entre 1991 e 2004 [carece de fontes?] |
| ----------------------------------------------------------------------- | ----------------------------------------------------------------------- | ----------------------------------------------------------------------- | ----------------------------------------------------------------------- |
| 1991                                                                    | 1996                                                                    | 2001                                                                    | 2004                                                                    |
| 2732                                                                    | 2716                                                                    | 2660                                                                    | 2612                                                                    |